# Haramoš II
Haramoš II (také Haramosh II) je hora vysoká 6 666 m n. m. Nachází se v pohoří Karákóram v Pákistánu.Vrchol leží 12,5 km jihozápadně od hory Haramoš.

## Prvovýstup
Prvovýstup na Haramoš II provedla v roce 1995 britská expedice. Jejich výstupová cesta vedla z ledovce Chogolungma severozápadní stranou hory k vrcholu. Horolezci Brian Davison, Colin Wells a David Wilkinson dosáhli vrcholu 6. srpna. Paul Nunn a Geoff Tier je následovali na vrchol ve stejný den, ale zabili se při sestupu.